# Муратбаєво (Жетисайський район)
Муратба́єво (каз. Мұратбаев) — село у складі Жетисайського району Туркестанської області Казахстану. Входить до складу сільського округу Жолдасбая Єралієва.
У радянські часи село називалось Отділення № 3 совхоза 30-ліття Октября.
Населення — 1308 осіб (2021; 1135 у 2009, 991 у 1999, 872 у 1989).